# Liste der Mitglieder des Landtages (Freistaat Mecklenburg-Schwerin) (6. Wahlperiode)
Diese Liste gibt einen Überblick über alle Mitglieder des Landtages des Freistaates Mecklenburg-Schwerin in der 6. Wahlperiode (1929 bis 1932).

## A
- Julius Asch, SPD

## B
- Rudolf Behrens, GVW/BAM
- Karl Brehmer, SPD
- Carl Bull, WP

## E
- Karl Eschenburg, DNVP/ANM

## F
- Otto Frank, DNVP/ANM
- Hans Fuchs, SPD

## G
- Konrad Geu, SPD
- Bernhard Girke, SPD
- Ernst Goldenbaum, KPD
- Karl von Graevenitz, DNVP/ANM
- Karl Groth, SPD

## H
- Franz Haase, WP
- Frieda Haller, SPD
- Paul Harder, SPD
- Heinrich Heydemann, DNVP/ANM
- Friedrich Hildebrandt, NSDAP
- Wilhelm Höcker, SPD
- Theodor Huchthausen, DVP/ANM

## I
- Ludwig Iven, DNVP/ANM

## K
- Franz Kerneck, SPD
- Margarete Ketelhohn, SPD
- Heinrich Klasen, SPD
- Hans Kratzenberg, DB
- Albert Kruse, SPD

## L
- Wilhelm Laubach, WP/ANM
- Ludolf Lübstorf, WP/ANM

## M
- Paul Maertens, DVFB
- Richard Moeller, DDP/BAM
- Carl Moltmann, SPD
- Karl Moritz, SPD

## N
- August Neubeck, DNVP/ANM
- Werner Nieschmidt, DNVP/ANM

## O
- Dietrich von Oertzen, DNVP/ANM
- Heinrich Ohmann, DVP/ANM

## S
- Heinrich Schade, DVFB/ANM
- Karl Schneeberg, SPD
- Wilhelm Schönbohm, WP/ANM
- Paul Schröder, SPD
- Wilhelm Schröder, SPD
- Willi Schröder, KPD
- Albert Schulz, SPD
- Paul Schwanke, SPD
- Friedrich Steinsatt, NSDAP

## T
- Adolf Thede, DNVP/ANM

## V
- Hanny Voß, DNVP/ANM

## W
- Paul Walter, DVP/ANM
- Johannes Warnke, KPD
- Friedrich Wehmer, SPD
- Carl-Heinrich Wendelborn, WP/ANM
- Heinrich Westendorf, DNVP/ANM
- Robert Wohlers, SPD
- Friedrich Franz Wolff, DNVP/ANM